# Взятие снежного городка

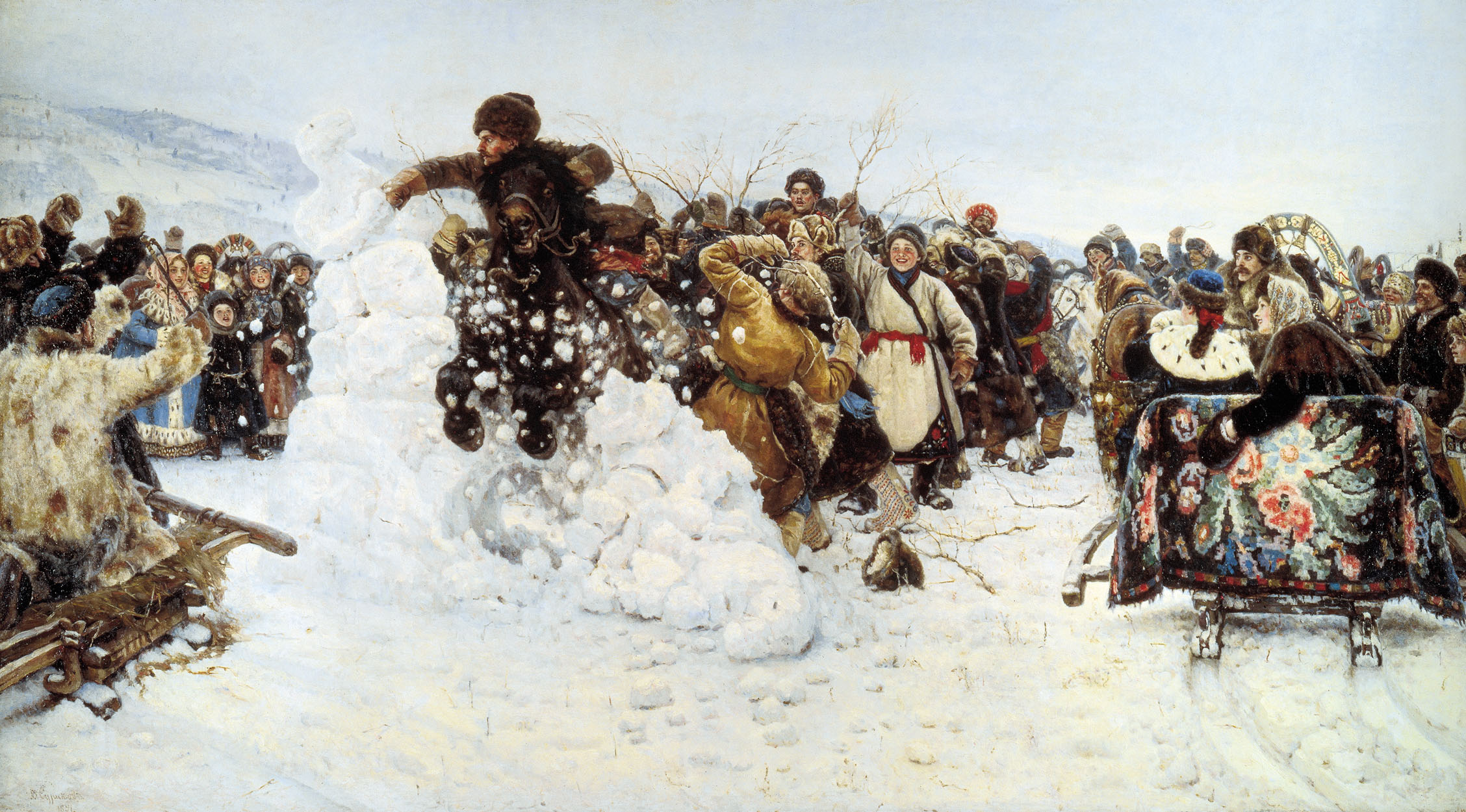
В. И. Суриков. Взятие снежного городка (холст, масло, 1891, Государственный Русский музей)

Взятие снежного городка — потеха, старинная зимняя народная игра, была частью масленичных празднований на Руси. 

## История
Впервые описана этнографом И. Г. Гмелиным.
«Городок» строился на реке или на площади населённого пункта (города, местечка, села и так далее). Обычно «городок» состоял из двух стен с воротами между ними. Стены из снега, облитого водой. Ворота могли быть двойными в виде арок — одни напротив других, с верхними перекладинами. На воротах из снега устанавливали разные фигуры: чаще всего это были петух, бутылка и рюмка. Ф. Зобин сообщал, что перед штурмом городка «В прежнее время грамотный крестьянин около этого города читал какое-то сказание о Маслянице, существе обжорливом, истребившем много блинов, масла и рыбы».
Участвовали в игре мужчины и молодые парни. Участники делились на две команды — осаждавших и осаждаемых. Защищали ворота пешие, атаковали конные. Взять «городок» — значило разрушить его. Осаждаемые оборонялись ветками, мётлами, лопатами засыпали атакующих снегом, закидывали снежками. Лошадей отпугивали холостыми выстрелами из ружей. Игра заканчивалась обязательным разрушением городка. Первый, кто прорвался через ворота, считался победителем. После игры победителя «мыли» в снегу. Игра зачастую заканчивалась переломами и другими травмами, что служило поводом для административных запретов.
В некоторых сёлах за порядком боя при взятии «городка» следил «городничий», он же давал знак к началу боя. В других местах к воротам подъезжал вымазанный сажей «царь», который читал речь (иногда обнажённым), по окончании которой подавал знак к началу взятия городка.
В селе Ладейском Енисейской губернии игра «Взятие снежного городка» в традиционном виде просуществовала до 1922 года.
В наше время штурм снежного городка — распространённая масленичная забава, однако происходит в более гуманной форме, чем в дореволюционные годы. Сегодня суть игры заключается в том, что на Масленицу строится снежная крепость. Участники игры делятся на две команды. Одна команда обороняет снежный городок, другая — бросается на его штурм. Игра продолжается до тех пор, пока крепость не будет взята и полностью разрушена. Уже более 10 лет традиционная «Сибирская масленица» с размахом проходит в Красноярском крае в селе Сухобузимское, на родине художника Василия Сурикова. На одном из самых веселых и самых древних праздников гости пробуют масленичные угощения, приобретают сувениры, участвуют в молодецких забавах: влезть на «Потешный столб» и побороться «стенка на стенку», сразиться в кулачных боях и прокатиться на русской тройке. По традиции в театрализованном шоу «Взятие снежного городка» принимают участие казаки Енисейского войскового казачьего общества. Кульминация праздника — сжигание чучела зимы и большой сибирский хоровод.